# Canine Cyclische Thrombozytopenie
Die Canine Cyclische Thrombozytopenie (CCT) ist eine durch Rickettsien hervorgerufene Infektionskrankheit bei Hunden, deren Erreger Anaplasma platys ist. Die Krankheit tritt vor allem in Südeuropa auf, im deutschsprachigen Raum zählt sie zu den „Reisekrankheiten“. Die Erkrankung ist durch eine zyklische Abnahme der Blutplättchen gekennzeichnet. Die CCT gehört zu den Caninen Anaplasmosen. Zur Behandlung wird Doxycyclin eingesetzt.

## Vorkommen und Pathogenese
Als Überträger der Erkrankung fungiert die Braune Hundezecke. Die Erkrankung ist in Südeuropa, Israel, Südasien, Venezuela und Australien endemisch. 
Anaplasma platys befällt ausschließlich die Blutplättchen und führt zu zyklischer Abnahme dieser (Thrombozytopenie). Mischinfektionen mit anderen von der Braunen Hundezecke übertragenen Erregern sind häufig, insbesondere die Vergesellschaftung mit Ehrlichiose, Babesiose und Hepatozoonose

## Klinisches Bild und Diagnostik
Klinisch äußert sich die Erkrankung unspezifisch. Es werden sowohl subklinische als auch schwere Krankheitsbilder beobachtet. Klinische Anzeichen der Infektion können Abgeschlagenheit, Fressunlust, Gewichtsverlust, schleimig-eitriger Nasenausfluss, Lymphknotenschwellungen, Blutarmut, Uveitis und Fieber sein. Schwere Verläufe sind durch Gerinnungsstörungen gekennzeichnet.
Der Nachweis des Erregers im Blutausstrich ist unsicher. Eventuell können sie als basophile Ansammlungen („Morulae“) in den Blutplättchen dargestellt werden. Sicher kann die Erkrankung nur durch einen PCR-Nachweis der Erreger-DNA gestellt werden.

## Bekämpfung
Zur Behandlung wird Doxycyclin eingesetzt. Ist mit diesem Wirkstoff keine Erregerelimination möglich, kann Imidocarb eingesetzt werden.
Vorbeugend ist – auch zur Verhinderung anderer durch Zecken übertragender Krankheiten – ein Schutz mit zeckenabweisenden und  -abtötenden Mitteln empfehlenswert.